# جيم وليامز (رافع أثقال)
جيم وليامز (بالإنجليزية: Jim Williams)‏ هو رافع أثقال ‏ أمريكي، ولد في 25 فبراير 1940 في سكرانتون في الولايات المتحدة، وتوفي في 23 يناير 2007.